# Running Free
Running Free (ang. Na Wolności) – pierwszy singel brytyjskiej heavymetalowej grupy Iron Maiden. Został wydany 8 lutego 1980 na płycie winylowej. Piosenkę napisali Paul Di’Anno i Steve Harris. Pojawia się ona jako czwarta ścieżka debiutanckiego albumu Iron Maiden – Iron Maiden.
Singel został wydany także w wersji koncertowej.
Piosenka opowiada o zakłopotanym szesnastolatku, który podrywa kobietę w barze, przez co zyskuje sobie nieprzychylność ludzi, przed którymi ucieka potem na pick-upie, spędza noc w więzieniu w Los Angeles, po czym kontynuuje ucieczkę. Utwór znany jako jeden z bardziej zbliżonych do tradycyjnego rocka kawałków grupy.
Utwór został zamieszczony na albumach koncertowych Maiden Japan, Live After Death, A Real Dead One, Live at Donington, Beast Over Hammersmith i BBC Archives (w 2 wersjach). Oficjalne kompilacje zawierające „Running Free” to Best of the Beast i The Essential Iron Maiden.
Na stronie B płyty znajduje się „Burning Ambition” (ang. paląca ambicja) jedna z wcześniejszych kompozycji Steve’a Harrisa z czasów, gdy grał on w zespole Gypsy’s Kiss.

## Lista utworów
1. „Running Free” (Paul Di’Anno, Steve Harris) – 3:16
2. „Burning Ambition” (Harris) – 2:42

## Twórcy
- Paul Di’Anno – śpiew
- Dave Murray – gitara
- Dennis Stratton – gitara, śpiew (tylko „Running Free”)
- Steve Harris – gitara basowa, śpiew
- Clive Burr – perkusja (tylko „Running Free”)
- Doug Sampson – perkusja (tylko „Burning Ambition”)